# Charlie Cooke
Charles „Charlie“ Cooke (* 14. Oktober 1942 in St Monans) ist ein ehemaliger schottischer Fußballspieler.

## Leben
Cooke begann seine professionelle Spielerkarriere beim FC Aberdeen 1960, wo er den Spitznamen „Bonnie Prince“ erhielt. 1964 wechselte er zum FC Dundee. Im April 1966 unterzeichnete der Außenbahnspieler einen Vertrag beim FC Chelsea. Die Ablösesumme betrug circa 105.000 €. Sein Debüt für die Blues gab er im Mai 1966 im Messestädte-Pokal gegen den FC Barcelona. 1970 wurde er englischer Pokalsieger und das Jahr darauf gewann er den Europapokal der Pokalsieger mit dem FC Chelsea. 1972 wurde der Schotte an Crystal Palace verkauft. Nach zwei Jahren bei den Eagles kam er zu den Blues 1974 zurück. Nach weiteren zwei Jahren an der Stamford Bridge ging Cooke in die Neue Welt zu den Los Angeles Aztecs und zu den Memphis Rogues, jeweils für zwei Jahre. Ein weiteres Jahr verbrachte er in Kalifornien bei California Surf.
International spielte Cooke 16 Mal für die schottische Fußballnationalmannschaft. Sein Debüt gab er 1965 gegen Wales und sein letztes Spiel bestritt er gegen Portugal. Im Jahr 1980 trainierte er noch kurzfristig die US-amerikanische Mannschaft Memphis Rogues. Derzeit besitzt Cooke eine Fußballschule in Cincinnati.
Der Schotte brachte auch eine Autobiographie über sein Leben heraus mit dem Namen: „The Bonnie Prince“.

## Erfolge
- FA Cup: 1970
- Europapokal der Pokalsieger: 1971

## Veröffentlichungen
- Charlie Cooke, Martin Knight: The Bonnie Prince: Charlie Cooke – My Football Life. Mainstream Publishing Company, 2006, 331 Seiten, ISBN 978-1-845-96181-7